# 1472 Muonio
1472 Muonio eller 1938 UQ är en asteroid upptäckt 18 oktober 1938 av den finske astronomen Yrjö Väisälä vid Storheikkilä observatorium. Asteroiden har fått sitt namn efter Muonio, Finland.
Ockultationer av stjärnor har observerats åtminstone en gång, den 20 augusti 2008, när den ockulterade stjärnan TYC 0021-00397-1.[källa behövs]